# Ла-Шапель-Энжербольд
Ла-Шапе́ль-Энжербо́льд (фр. La Chapelle-Engerbold) — коммуна во Франции, находится в регионе Нижняя Нормандия. Департамент коммуны — Кальвадос. Входит в состав кантона Конде-сюр-Нуаро. Округ коммуны — Вир.
Код INSEE коммуны — 14152.

## Население
Население коммуны на 2010 год составляло 116 человек.
| 1962 | 1968 | 1975 | 1982 | 1990 | 1999 | 2010 |
| ---- | ---- | ---- | ---- | ---- | ---- | ---- |
| 125  | 109  | 87   | 93   | 86   | 79   | 116  |

## Экономика
В 2010 году среди 62 человек трудоспособного возраста (15—64 лет) 48 были экономически активными, 14 — неактивными (показатель активности — 77,4 %, в 1999 году было 55,8 %). Из 48 активных жителей работали 45 человек (26 мужчин и 19 женщин), безработных было 3 (0 мужчин и 3 женщины). Среди 14 неактивных 3 человека были учениками или студентами, 5 — пенсионерами, 6 были неактивными по другим причинам.